# The Malcolm X Jazz Suite
The Malcolm X Jazz Suite — студийный альбом американского джазового трубача Теренса Бланчарда. Он был издан 20 апреля 1993 года на лейбле Columbia Records. В основу релиза легла музыка адаптированная из его творчества в фильме Спайка Ли «Малкольм Икс».
В 1994 году альбом был номинирован на Soul Train Music Award за лучший джазовый альбом (Soul Train Music Award for Best Jazz Album).

## История
Бланчард выступил в качестве композитора и оркестровщика двух последних фильмов Спайка Ли: «Тропическая лихорадка» и «Малкольм Икс». Бланчард взял самые сильные темы из последнего фильма и переложил их для нынешних сессий джазового квинтета. Басист Тарус Матин, тенор-саксофонист Сэм Ньюсом, пианист Брюс Барт и барабанщик Трой Дэвис также участвовали в оригинальном проекте Malcolm X. В 1994 году альбом был номинирован на Soul Train Music Award за лучший джазовый альбом (Soul Train Music Award for Best Jazz Album).

## Отзывы
| Оценки критиков                            | Оценки критиков |
| Источник                                   | Оценка          |
| ------------------------------------------ | --------------- |
| AllMusic                                   | [ 6 ]           |
| The Encyclopedia of Popular Music          | [ 7 ]           |
| Entertainment Weekly                       | B               |
| Los Angeles Times                          | [ 9 ]           |
| The Rolling Stone Jazz & Blues Album Guide | [ 10 ]          |
| Том Халл                                   | B+              |
| The Virgin Encyclopedia of Jazz            | [ 12 ]          |

Скотт Яноу из Allmusic отметил: «Трубач Теренс Бланчард продолжает расти и развиваться с каждым годом. Он написал партитуру к фильму „Малкольм Икс“, и в этом комплекте он исследует 11 тем из фильма вместе со своим квинтетом… Исследуется множество настроений, и свежий материал действительно оживляет квинтет. Трэйн-измы Ньюсома хорошо сочетаются с Бланчардом (чей диапазон стал весьма впечатляющим), а выступления (которые легко отделяются от фильма) весьма запоминающиеся. Это одна из лучших записей Теренса Бланчарда». Дэвид Хайду из Entertainment Weekly добавил: «Самое главное, что, как и редчайшая музыка к фильмам (включая классические джазовые саундтреки Эдди Саутера), The Malcolm X Jazz Suite прекрасно смотрится без фильма».
Дэвид Хайду из Entertainment Weekly отметил: «Адаптированная из его музыки к фильму Спайка Ли „Малкольм Икс“, эта амбициозная сюита молодого трубача Теренса Бланчарда вызывает в памяти оба поколения Икс: Малкольма, подражая — я имею в виду, отдавая дань уважения — задумчивому, модальному, мелкогрупповому джазу, который Майлз Дэвис создавал во времена возвышения Малкольма; и Бланчарда, пробирающегося вперёд без особой оглядки на структурные традиции». Зан Стюарт из The Los Angeles Times прокомментировал: «Служат ли мелодии, взятые из партитуры фильма, прочной основой для тематического квинтетного альбома? Не всегда, как показывает последний проект трубача-композитора Бланчарда».

## Список треков
Слова и музыка всех песен — Terence Blanchard.
| №                   | Название             | Длительность |
| ------------------- | -------------------- | ------------ |
| 1.                  | «The Opening»        | 8:30         |
| 2.                  | «Melody for Laura»   | 6:26         |
| 3.                  | «Theme for Elijah»   | 5:24         |
| 4.                  | «Blues for Malcolm»  | 12:06        |
| 5.                  | «The Nation»         | 4:54         |
| 6.                  | «Malcolm's Theme»    | 6:07         |
| 7.                  | «Betty's Theme»      | 7:39         |
| 8.                  | «Malcolm Makes Hajj» | 4:37         |
| 9.                  | «Malcolm at Peace»   | 11:22        |
| 10.                 | «Perpetuity»         | 4:30         |
| 11.                 | «Malcolm's Theme»    | 1:47         |
| Общая длительность: | Общая длительность:  | 1:08:52      |

## Чарты
| Чарт (1993)                              | Высшая позиция |
| ---------------------------------------- | -------------- |
| США (Traditional Jazz Albums, Billboard) | 23             |